# A baba inuba
A baba inuba (en amazic taqbaylit; escrit en ortografia francesa: A Vava Inouva) és el títol de la primera cançó del cantant algerià de música cabil, Idir. Aquest títol forma part de l'àlbum A Vava Inouva tret el 1976.
A Vava Inouva («El meu papa») és una cançó de bressol composta per Idir i Mohamed Benhamadouche dit Ben Mohamed per a Nouara, una cantant de Ràdio Alger. A conseqüència d'un impediment d'aquesta última, el títol va haver de ser interpretat per Idir, acompanyat per la cantant Mila. L'èxit va ser immediat.
Es tracta probablement de la cançó amaziga que ha trobat el major èxit mundial.
A Vava Inouva ha estat traduïda en diverses llengües (àrab, català, espanyol, francès, grec, etc..). Una segona versió és gravada per Idir el 1999, a l'àlbum Identitats amb Karen Matheson, una cantant el repertori de la qual es compon habitualment de cançó en llengua gaèlica.